# Zoom Air
Zoom Air ist eine indische Fluggesellschaft mit Sitz in Gurugram.

## Flugziele
Der Flugbetrieb wurde am 15. Februar 2017 aufgenommen. Aktuell bedient Zoom Air von Durgapur Kalkutta, Neu-Delhi und Mumbai mit täglichen Verbindungen. In weiteren Ausbaustufen sollen bedient werden: Delhi, Durgapur, Kalkutta, Dharamshala, Chandigarh, Amritsar, Allahabad, Udaipur, Jaisalmer, Mumbai, Surat, Vizag, Rajahmundry, Hyderabad, Aizawl, Shilong, Jorhat. Als Drehkreuz sollen Neu-Delhi und Kalkutta dienen.

## Flotte
Mit Stand April 2024 besteht die Flotte der Zoom Air aus vier Flugzeugen mit einem Durchschnittsalter von 21,3 Jahren:
| Flugzeugtyp         | Anzahl | bestellt | Anmerkungen  | Sitzplätze |
| ------------------- | ------ | -------- | ------------ | ---------- |
| Bombardier CRJ200ER | 4      |          | alle inaktiv | 50         |
| Gesamt              | 4      | -        |              |            |